# Luc Goosen
Luc Goosen (Kortrijk, 4 juli 1937 – 25 april 2003) was een Belgisch componist, pianist en muziekpedagoog.

## Biografie
Luc Goosen volgde middelbaar onderwijs in Kortrijk en muzikaal onderwijs aan het Stedelijk Muziek Conservatorium aldaar. Zijn docenten waren Frédéric Van Ackere (notenleer, piano) en Prosper Van Ecchaute (harmonieleer). Hij studeerde verder aan het Koninklijk Conservatorium Gent en haalde diverse eerste prijzen aldaar. Ook aan het Koninklijk Conservatorium Brussel haalde hij een eerste prijs. Voorts studeerde hij nog virginaal en klavecimbel en liep bijvoorbeeld stage bij Ton Hartsuiker. Praktische harmonie werd hem onderwezen door Herman Roelstraete.
Na twaalf ambachten, dertien ongelukken ging hij werken als vrije medewerker voor de BRT, hij programmeerde zowel jazz als klassieke muziek. Ondertussen was hij ook gestart met lesgeven in Harelbeke (piano van 1961 tot 1993, muziekgeschiedenis van 1966 tot 1981), Menen (piano van 1972 tot 1980) en Brugge (piano 1980-1984). Opleiding in kamermuziek en pianobegeleiding gaf hij in Gent.
Als uitvoerend musicus liet hij veelal vergeten pianowerken van vergeten Vlaamse componisten horen, maar was ook begeleider betrokken bij kooruitvoeringen.
Na 1980 kreeg hij te maken met een overheersende ziekte die zijn lichaam steeds verder ging bepalen; in 1993 ging hij vervroegd met pensioen. Hij bleef alleen nog muziek schrijven. Zijn oeuvre daarin werd niet groot. Enige bekendheid kregen Raadselvariaties (voor blokfluit), Elaboratio (piano) en The Lord of W. his time (voor virginaal). Grootste werken zijn vermoedelijk de cantate In a garden greene; en Desiderate voor gemengd koor; hij zette ook muziek onder teksten van Karel Anneessens.
- International Standard Name Identifier: 0000 0000 4265 4820
- Library of Congress Control Number: no89005029
- Nationale Bibliotheek van Polen: a0000002929456
- Système universitaire de documentation: 11068981X
- Virtual International Authority File: 9401243
- WorldCat: E39PBJwhCDvjdMDWThRwJfGj4q